# Robert Guiscard
Robert Guiscard (în italiană Roberto d'Altavilla; n.c. 1015 – d. 17 iulie 1085) aparținând familiei Hauteville din Normandia, a fost un condotier care s-a remarcat în timpul cuceririi sudului Italiei de către normanzi. Robert a fost conte de Apulia între 1057 și 1059, apoi duce de Apulia și Calabria și senior al Siciliei din 1059 până la moarte.
Supranumele său, în latina contemporană Viscardus, iar în franceza veche Viscart, este adeseori redată cu sensurile de „cel Descurcăreț”, „cel Viclean”, „cel Hotărât”, „Vulpea” sau „Nevăstuica”.

## Contextul
Între 999 și 1042 normanzii ajunși în sudul Italiei, sosiți inițial ca pelerini, au devenit în principal mercenari servind în slujba Imperiului Bizantin și a diferiților nobili longobarzi din regiune. Primul dintre acești normanzi care au acționat independent a fost Rainulf Drengot, care a stabilit în fortăreața Aversa devenind conte de Aversa și duce de Gaeta.

În 1038, au sosit în Italia și primii membri ai familiei Hauteville, Guillaume Braț de Fier și Drogo de Hauteville, fiii cei mai mari ai lui Tancred de Hauteville, un nobil sărac originar din Cotentin, în Normandia. Cei doi frați s-au raliat răscoalei longobarzilor împotriva controlului bizantin asupra Apuliei. Până în 1040, bizantinii pierduseră deja cea mai mare parte a provinciei. În 1042, Melfi a fost ales drept reședință a normanzilor, iar în septembrie al aceluiași an normanzii și-au ales drept conte pe Guillaume "Braț de Fier", care a fost apoi succedat de frații săi Drogo, cu titlul de Comes Normannorum totius Apuliæ e Calabriæ ("the Count of all Normans in Apulia and Calabria"), și Umfredo, care sosise și el în zonă în jur de 1044.

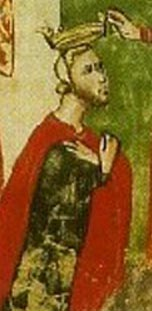
Robert Guiscard

## Primii ani
Robert Guiscard era cel de al șaselea fiu al lui Tancred de Hauteville și cel mai vârstnic avut de acesta cu cea de a doua sa soție, Fressenda. Potrivit cronicii bizantine a Anei Comnena, Robert a părăsit Normandia cu numai 5 călăreți și 30 de pedestrași. După sosirea în Langobardia în 1047, el a devenit căpetenia unei cete de jefuitori rătăcitori. Tot Ana Comnena oferă și o descriere a lui Guiscard: "Acest Robert era normand prin naștere, de origini obscure, având un caracter impunător și o fire extrem de ticăloasă; el era un războinic plin de curaj, foarte șiret în a-și spori averea și cu puterea unui mare om; în atingerea scopurilor sale [era] absolut de neînduplecat, [...]. Era un bărbat de statură imensă, depășindu-i până și pe cei mai înalți; avea un ten roșu, păr bălai, umeri lați, ochi care parcă aruncau flăcări. [...]; în el totul era admirabil de bine proporționat și elegant..."
Pământurile erau puține în Apulia acelei vremi, iar Guiscard nu se putea aștepta să primească mare lucru din partea fratelui său vitreg Drogo, aflat atunci la conducere, dat fiind că Umfredo tocmai primise propriul său comitat de Lavello. Guiscard s-a alăturat curând principelui longobard Pandulf al IV-lea de Capua, în contextul neîntreruptelor războaie ale acestuia cu principele Guaimar al IV-lea de Salerno (1048). În anul următor însă, Guiscard l-a abandonat pe Pandulf, potrivit cronicii lui Amato de Montecassino, din cauză că acest Pandulf nu și-a ținut făgăduiala cu privire la cedarea unui castel și la acordarea mâinii fiicei lui. Guiscard a revenit alături de fratele său Drogo, căruia i-a solicitat acordarea unui fief. Drogo, care tocmai încheiase campania din Calabria, i-a acordat lui Guiscard comanda asupra fortăreței de Scribla. Nemulțumit cu această poziție, Guiscard s-a mutat în castelul din San Marco Argentano. Pe parcursul șederii sale în Calabria, Guiscard s-a căsătorit pentru prima dată, cu Alberada de Buonalbergo, tânăra mătușă a seniorului Gerard de Buonalbergo.
Guiscard a început curând să se distingă pe câmpul de luptă. Longobarzii și-au întors armele împotriva vechilor lor aliați, iar papa Leon al IX-lea s-a hotărât să îi alunge pe frații normanzi. Armata papală a fost însă zdrobită în bătălia de la Civitate în 1053 de către normanzi, uniți sub conducerea lui Umfredo care a comandat trupele din centru, opunându-se trupelor din Suabia trimise în ajutorul papei. La începutul bătăliei, contele Richard de Aversa (din familia normandă Drengot), aflat la comanda flancului drept, i-a pus pe fugă pe longobarzi și i-a urmărit, după care a revenit pentru a da sprijini înfrângerea totală a trupelor din Suabia. Guiscard, la rândul său, a străbătut tot drumul dinspre Calabria, pentru a primi conducerea aripii stângi a armatei normande. Trupele sale au fost ținute în rezervă până când, văzând că forțele lui Umfredo atacau fără prea mare succes centrul taberei papale, a făcut apel la întăririle socrului său și a intrat în luptă, distingându-se personal, fie că lupta în picioare, fie călare (conform cronicii lui Guglielmo de Apulia). Onorat pentru acțiunea sa de la Civitate, Guiscard a succedat lui Umfredo în poziția de conte de Apulia în 1057, fiind preferat față de fratele său vitreg mai vârstnic Geoffroi. În compania fratelui său mai mic, Roger Bosso, Guiscard a trecut la noi cuceriri în Apulia și Calabria, în vreme ce Richard Drengot a cucerit Principatul de Capua.

## Domnia
La puțină vreme după preluarea domniei, probabil în 1058, Guiscard s-a despărțit de soția sa Alberada, din cauza unei supoziții de consanguinitate. La puțin timp, el s-a recăsătorit cu Sichelgaita, sora principelui Gisulf al II-lea de Salerno, succesorul lui Guaimar al IV-lea. În schimbul oferirii mîinii surorii sale, Gisulf i-a solicitat lui Guiscard să distrugă două castele ale fratelui mai mic al acestuia, Guillaume, care uzurpa teritoriul lui Gisulf.

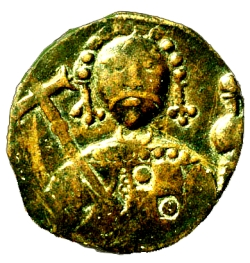
Monedă a lui Robert Guiscard.

Papalitatea, aflată în conflict cu Sfântul Imperiu Roman (Controversa pentru învestitură) și cu nobilimea din Roma, a decis să-i recunoască pe normanzi și să se alieze cu ei. Ca urmare, la conciliul de la Melfi din 23 august 1059, papa Nicolae al II-lea l-a învestit pe Guiscard ca duce de Apulia, Calabria și senior al Siciliei. Guiscard, devenit acum „prin grația lui Dumnezeu și a Sfântului Petru duce de Apulia și Calabria și, dacă El îmi dă putere, viitor stăpân al Siciliei”, a fost de acord să își păstreze titlurile și domeniile prin acordarea unei rente anuale Sfântului Scaun. În următorii 20 de ani el a încercat să mărească teritoriul Siciliei prin cuceriri pentru a obține transformarea acesteia în ducat.

### Supunerea Calabriei
La momentul deschiderii conciliului de la Melfi din iunie, Guiscard conducea o armată în Calabria, prima mare încercare de a supune acea provincie bizantină de după campaniile lui Guillaume "Braț de Fier" alături de Guaimar de Salerno. După participarea la sinodul pentru învestirea sa, el a revenit în Calabria, unde armata sa începuse să asedieze Cariati. După sosirea lui Guiscard, Cariati s-a predat și, înainte de venirea iernii, același lucru l-au făcut și Rossano și Gerace. Doar Reggio a rămas sub stăpânirea bizantinilor atunci când Guiscard s-a întors în Apulia. Revenit în Apulia, el a acționat pentru eliminarea garnizoanelor bizantine din Taranto și Brindisi, înainte ca, după o largă pregătire pentru expediția planificată asupra Siciliei, să se întoarcă încă o dată în Calabria, unde fratele său mai mic, Roger Bosso îl aștepta cu aparatele de asediu.
Capitularea bizantinilor din Reggio, după un lung și anevoios asediu, ca și ulterioara cedare a Scillei, o citadelă insulară în care garnizoana din Reggio se retrăsese, au deschis calea către Sicilia. Roger Bosso a condus o mică forță pentru a ataca Messina, însă a fost cu ușurință respins de către sarazinii din fortăreață. Grosul forței de invazie pe care Roger îl aștepta nu a mai apărut, din cauză că Guiscard a fost rechemat ca urmare a apariției unei noi armate bizantine, trimise de împăratul Constantin al X-lea Ducas, care devasta Apulia. În ianuarie 1061, Melfi însuși se afla sub asediul bizantin, iar Roger a fost și el rechemat. În cele din urmă, puternica forță a lui Guiscard i-a silit pe bizantini să se retragă și până în luna mai situația din Apulia a fost readusă la liniște.

### Campaniile siciliene
Invazia asupra Siciliei desfășurată alături de Roger Bosso a condus la capturarea cu ușurință a Messinei în 1061: oamenii lui Roger au debarcat pe nevăzute pe timpul nopții și au surprins armata sarazinilor în dimineața următoare. Trupele lui Guiscard au debarcat fără a mai întâmpina opoziție și au găsit Messina abandonată de inamici. Guiscard a fortificat imediat Messina și s-a aliat cu Ibn at-Timnah, unul dintre rivalii emirului de Sicilia, Ibn al-Hawas. Armatele lui Guiscard, ale fratelui său și ale aliaților musulmani au pornit în marș spre centrul insulei, trecând prin Rometta, care rămăsese loială lui al-Timnah. Ei au străbătut Frazzanò și pianura di Maniace, locul în care generalul bizantin George Maniaces și primii membri ai familiei Hauteville din Italia se distinseseră cu 21 de ani înainte. Guiscard a asaltat orașul Centuripe, însă a întâmpinat o puternică rezistență, drept pentru care a renunțat, trecând mai departe. Paternò a capitulat, iar el și-a condus armata către Enna (pe atunci, Castrogiovanni), o fortăreață formidabilă. Apărătorii sarazini au ieșit în câmp deschis și au fost înfrânți, însă Enna nu a căzut. Guiscard s-a întors, lăsând o fortăreață la San Marco d'Alunzio, denumită astfel după primul său fort construit în Calabria. Până la venirea Crăciunului, el a revenit în Apulia alături de soția sa Sichelgaita.
În 1064, Guiscard a revenit în Sicilia, însă de această dată a evitat Enna și a luat direct drumul către Palermo. Cu toate acestea, tabăra sa a fost infestată de tarantule și a fost nevoit să o abandoneze. De această dată, campania s-a dovedit infructuoasă, însă cea ulterioară, din 1072, a condus la ocuparea Palermo și a restului Siciliei.

### Confruntările cu Bizanțul

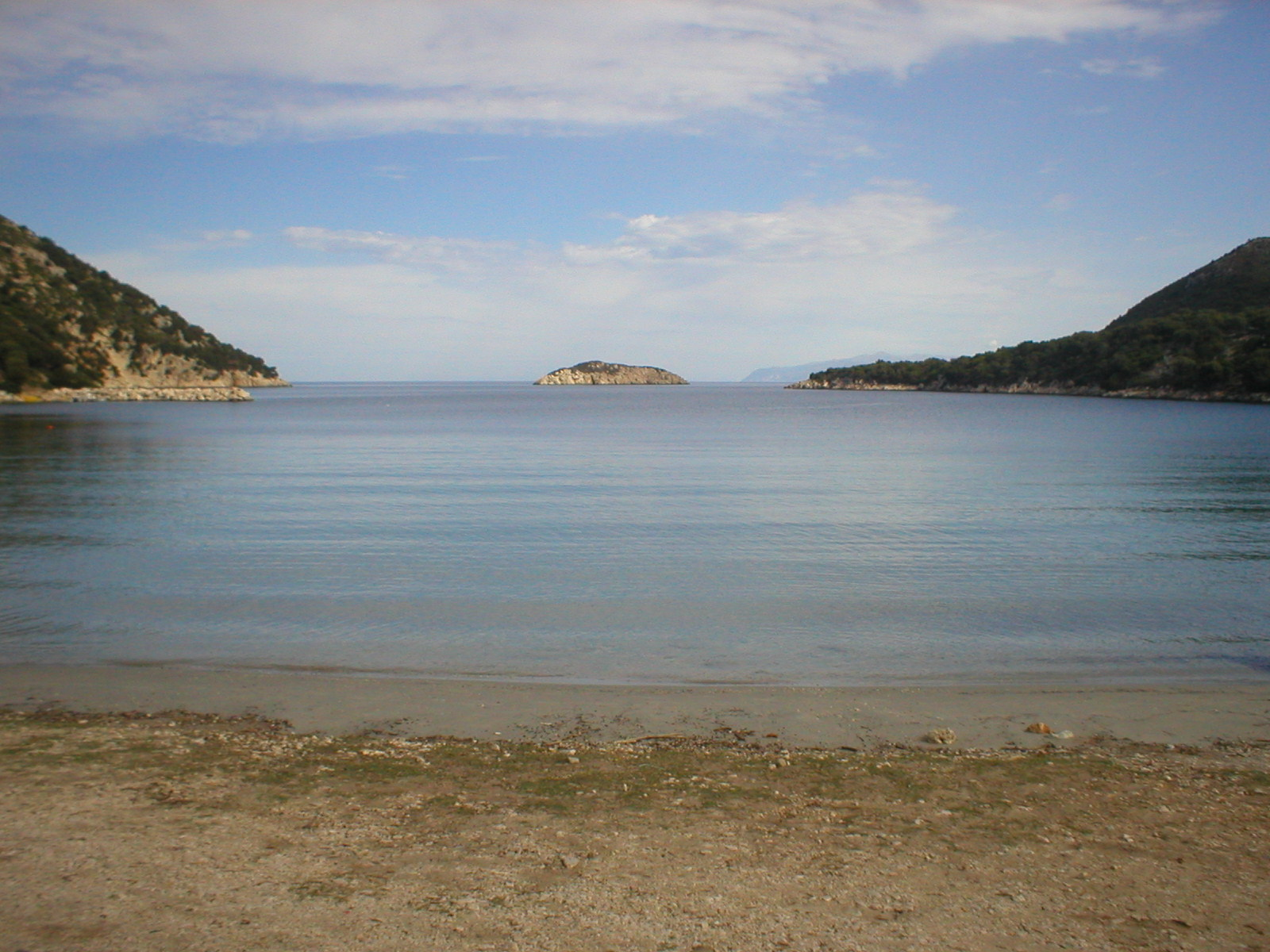
Plaja de la Atheras (la nord de Lixouri, locul în care a murit Guiscard)

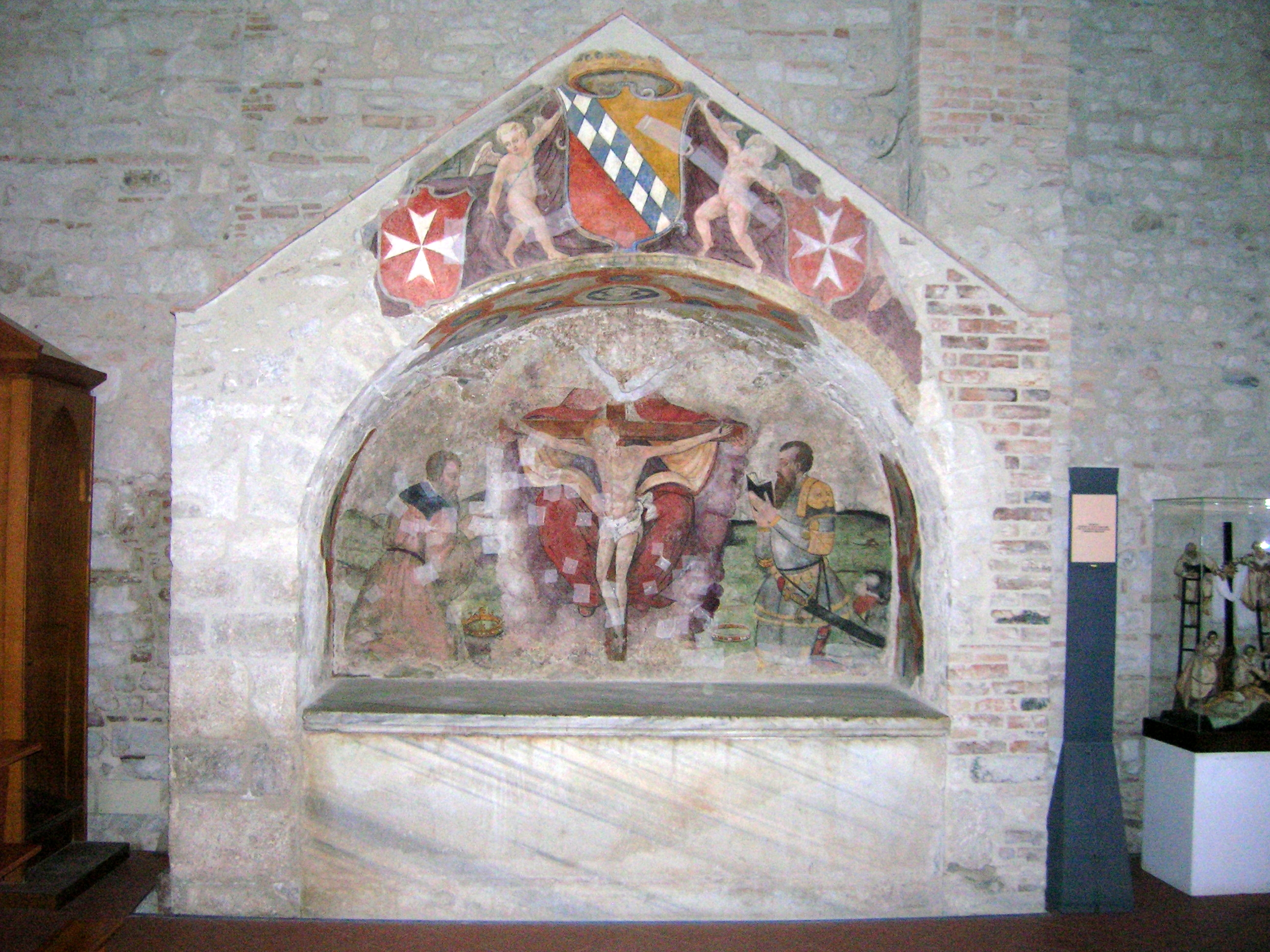
Mausoleul familiei Hauteville, unde Robert Guiscard a fost înmormântat (Abația Sfintei Treimi din Venosa).

Orașul Bari, reședința catepanului bizantin, a fost cucerit în aprilie 1071 după un asediu de trei ani, iar forțele bizantine au fost astfel alungate definitiv din Italia de sud. Teritoriul Principatului de Salerno era și el deja în puterea lui Guiscard; în decembrie 1076 conducătorul normand a preluat și controlul asupra orașului, expulzându-l pe principe longobard Gisulf, cu a cărui soră Sichelgaita se căsătorise. Atacurile normande asupra Benevento, un fiel al papalității, au alarmat și au atras mânia papei Grigore al VII-lea, însă, puternic presat de către împăratul Henric al IV-lea, suveranul pontif a fost nevoit să revină la alianța cu normanzii, drept pentru care, la Ceprano (în iunie 1080) el l-a reînvestit pe Guiscard, asigurându-i stăpânirea și asupra părții de sud a Abruzzi, însă rezervându-și Salerno.
În aceste condiții, Guiscard a pus bazele unui plan de a ataca direct Bizanțul, nu înainte de a rezolva conturile cu vasalii săi aflați în stare de rebeliune, precum contele Henric de Monte Sant'Angelo. În această inițiativă, Guiscard s-a confruntat cu redutabilul său adversar. După reprimarea revoltei, Robert Guiscard a putut să se dedice cu totul planului de atacare a bizantinilor în Balcani. El avea să se confrunte cu împăratul Alexios I Comnen. El a asistat șa preluarea tronului de către noul basileu și s-a implicat în sprijinirea cauzei fostului împărat, Mihail al VII-lea Ducas, care fusese depus din 1078 și al cărui fiu se logodise cu fiica lui Robert. El s-a îmbarcat cu o armată de 16.000 de oameni, dintre care 1.300 erau cavaleri normanzi, pentru a ataca Imperiul în mai 1081. Până în februarie 1082 normanzii au ocupat Corfu și Durazzo, obținând victoria asupra lui Alexios în (bătălia de la Dyrrachion, din octombrie 1081. Cu toate acestea, el a fost rechemat de către papa Grigore al VII-lea, asediat în Castelul Sant'Angelo de către împăratul Henric al IV-lea (iunie 1083). În același an, Guiscard a distrus orașul Cannae, lăsând în picioare doar catedrala și rezidența episcopală.
Pornind în marș către nord cu 36.000 de soldați, Robert a pătruns în Roma și l-a forțat pe Henric să se retragă, însă o scurtă rebeliune a cetățenilor a condus la prădarea orașului vreme de trei zile (mai 1084), după care Guiscard l-a escortat pe papă în cetate. Fiul lui Guiscard, Bohemund, lăsat în Balcani și pentru o vreme stăpân în Tesalia, nu a reușit să mențină cuceririle din Bizanț, fiind nevoit de împăratul Alexios să bată în retragere. Guiscard, revenind în Balcani cu 150 de vase pentru reluarea teritoriilor cucerite acolo, a ocupat Corfu și Cefalonia cu sprijinul Ragusei și al celorlalte orașe din Dalmația (care se aflau sub stăpânirea regelui Dimitrie Zvonimir al Croației), însă a murit de febră odată cu 500 de cavaleri normanzi la 17 iulie 1085. Guiscard a fost înmormântat în mausoleul familiei Hauteville din abația Sfintei Treimi din Venosa. Numele orașului Fiscardo din Cefalonia își datorează numele lui Guiscard.
Guiscard a fost succedat de către Roger Borsa, fiul său din căsătoria cu Sichelgaita. Boemund, fiul său mai mare, provenit din căsătoria anterioară cu Alberada, a rămas în afara succesiunii. Robert Guiscard a mai avut doi fii, tot cu Sichelgaita: Guy de Hauteville (devenit duce de Amalfi și de Sorrento) și Robert Scalio, niciunul dintre aceștia netulburându-i pe cei doi frați mai mari. La moartea sa, Guiscard era duce de Apulia și Calabria, principe de Salerno și suzeran al Siciliei. Succesele sale se datoraseră atât marilor sale calități, cât și înțelegerii avute cu Scaunul papal. El a creat și consolidat o puternică forță ducală, care însă a stârnit multe revolte ale baronilor, una dintre acestea având loc în 1078, în contextul în care el a solicitat vasalilor din Apulia un sprijin financiar în vederea logodnei fiicei sale. În cucerirea atâtor teritorii, el nu a mai avut vreme pentru organizarea lor internă. În istoria regatului normand din Italia, Guiscard rămâne în special ca erou și întemeietor, deși cariera sa s-a încheiat într-un "fel de înfundătură, în timp ce cea a nepotului său de frate, Roger al II-lea l-a făcut pe acesta un bun om de stat și organizator.

## Religia
Robert Guiscard, prin cucerirea Calabriei și Siciliei, a contribuit esențial la aducerea ritului creștinătății latine într-un spațiu care urma de multă vreme ritul bizantin. Guiscard a pus întemeiat catedrala din Salerno și mănăstirii normandă Sant'Eufemia din Calabria. Aceasta din urmă, devenită faimoasă pentru corul său, a început ca o comunitate de 11 călugări din Saint-Evroul din Normandia sub abatele Robert de Grandmesnil.
Cu toate că relația sa cu papalitatea a fost mai degrabă instabilă, Guiscard a preferat să se afle în buni termeni cu Sfântul Scaun și a făcut gestul de a-și părăsi prima soție ca răspuns la modificarea dreptului canonic. Cu toate că papii erau adesea temători față de puterea sa crescândă, ei au preferat mâna forte a normanzilor catolici față de stăpânirea grecilor bizantini. Guiscard a primit învestitura pentru Sicilia din mîinile papei Nicolae al II-lea, care se temea de adversitatea împăratului romano-german față de politica sa reformistă. Guiscard a sprijinit reformele papale, venind în sprijinul lui Grigore al VII-lea, care cândva îl excomunicase pentru uzurparea unor teritorii ale papalității. După Marea Schismă dintre catolici și ortodocși din 1054, atmosfera tensionată pe plan religios a dus la întărirea alianței lui Guiscard cu papalitatea, formând o opoziție normando-papală față de Imperiul Bizantin.

## Căsătorii și urmași
Din căsătoria încheiată în 1051 cu Alberada de Buonalbergo (n. 1032 – d. după iulie 1122), au rezultat doi copii:
- Bohemund (n.c. 1054 – d. 7 martie 1111), devenit principe de Taranto și de Antiohia;
- Emma (n. 1052 sau ulterior), căsătorită cu Eudes Bunul Marchiz.

Din căsătoria încheiată în 1058 sau 1059 cu Sichelgaita, au rezultat următorii copii:
- Mafalda (n. 1059/1060 – d. 1108), căsătorită cu contele Ramon Berenguer al II-lea de Barcelona, iar apoi cu vicontele Aimeric I de Narbonne;
- Roger Borsa (n. 1060/1061 – d. 1111), duce de Apulia;
- Mabilia (Mabel), căsătorită cu Guillaume de Grandmesnil;
- Gersent sau Heria, căsătorită cu contele Ugo al V-lea de Maine, repudiată;[14]
- Guy (d. 1107), duce de Amalfi și de Sorrento;
- Robert Scalio (d. 1110);
- Sibila, căsătorită cu contele Ebles al II-lea de Roucy;[15]
- Olimpia (rebotezată Elena), logodită cu Constantin al X-lea Ducas, fiul împăratului bizantin Mihail al VII-lea Ducas și a Mariei de Alania, în 1074, contract de logodnă anulat în 1078.